# TelevisaUnivision
TelevisaUnivision es un conglomerado transnacional de medios de comunicación y entretenimiento dirigidos al público hispanohablante, con sedes en Nueva York y la Ciudad de México.
La corporación se fundó el 31 de enero de 2022, como producto de la fusión entre los activos de producción de contenidos de entretenimiento y programación de Grupo Televisa con Univision Communications en general, siendo desde su creación, la productora con la mayor biblioteca de contenido en español del mundo y la más importante de América Latina.

## Antecedentes
En 1962, Univision Communications, Inc. fue inicialmente fundada como Spanish International Communications Corporation —empresa matriz de Spanish International Network, hoy en día conocida como Univision—, teniendo como accionistas a Emilio Azcárraga Vidaurreta —dueño de Telesistema Mexicano, una de las predecesoras de Grupo Televisa—, René Anselmo —un ejecutivo de televisión mexicoestadounidense— y Emilio Nicolás, Sr. —dueño de la estación de televisión KUAL-TV, hoy en día conocida como KWEX-TV en San Antonio, Texas. Logrando consolidar las operaciones de algunas estaciones latinas independientes en una cadena de televisión.
El año 1987 se convirtió en un año fundamental para Spanish International Network y su grupo de estaciones de propiedad y operación; en ese mismo año, Nicolás vendió su participación de la cadena a una sociedad conformada por Hallmark Cards, Inc y Televisa por 25 años, que formó Univision Holdings, Inc. para operar la red y sus estaciones. La Comisión Federal de Comunicaciones (FCC) y los competidores del SIN habían cuestionado durante mucho tiempo si la relación entre el SIN y la familia Azcárraga era inadmisiblemente estrecha. Tanto la FCC como otras emisoras en español habían sospechado durante mucho tiempo que Televisa simplemente estaba usando a Nicolás para eludir las reglas de la FCC que prohíben la propiedad extranjera de los medios de difusión.
La FCC y el Departamento de Justicia de Estados Unidos eventualmente alentaron la venta de la red a una organización doméstica debidamente constituida. Spanish International Communications inició discusiones con varios compradores potenciales, culminando en Hallmark Cards —la cual poseía una participación de 63.5%—, la firma de capital privada First Chicago Venture Capital —que adquirió el 21.5%— y varios otros inversionistas privados —que colectivamente poseían el restante 15% mantenido en un fideicomiso— comprando las estaciones de SIN por $600 millones, mientras formaban una nueva relación con Televisa para la distribución de programas; El nuevo grupo también adoptó un nuevo nombre para la red, «Univisión». Finalmente, el 20 de agosto de 1987 comenzó su periodo de pruebas durante 11 días, hasta su inauguración oficial el 1 de septiembre del mismo año, como Univisión Networks.

## Historia
El 13 de abril de 2021, Grupo Televisa anunció un acuerdo con Univision Communications, de la cual, los activos de producción de contenidos de entretenimiento de Televisa se fusionaría con las marcas de Univision Communications en general, con el fin de crear la que sería la mayor empresa conglomerada de medios y entretenimiento, además, de introducir una nueva plataforma de streaming —que sustituira y fusionara a Blim TV, UnivisionNow, VIX y Prende TV— que compita en el mercado con los existentes Netflix, Amazon Prime Video, Disney+, HBO Max, entre otros.
La nueva empresa se conoce como TelevisaUnivision, la cual, Grupo Televisa es accionista mayoritaria con 45%, al lado de SoftBank Latin American Fund —de Marcelo Claure—, junto con ForgeLight LLC —actual inversionista de Univision Communications—, además de la participación de Google y The Raine Group; y $2.1 mil millones en obligaciones en concepto de deuda colocados por J.P. Morgan. Como parte de la fusión, Televisa mantendrá los activos tecnológicos de televisión paga de la compañía —Izzi Telecom, Sky México y Bestel— y sus concesiones para operar las 222 estaciones de televisión que de ellas transmiten los cuatro canales principales de TelevisaUnivision —Las Estrellas, Foro TV, Canal 5, Nueve—, además, para la producción del contenido de noticias para México, se contratará a una empresa propiedad de la familia Azcárraga para garantizar que este continúe siendo producido por mexicanos en ese territorio; Televisa-Univision retendrá todos los activos, la propiedad intelectual y la videoteca relacionada con la división de Noticieros Televisa.
En México, la fusión fue aprobada por el Instituto Federal de Telecomunicaciones (IFT) el 15 de septiembre de 2021, después de no encontrar efectos previos adversos a la competencia, con el fin de crear un nuevo servicio de streaming que compita con los demás rivales. Posteriormente, en los Estados Unidos fue aprobada la fusión por la Comisión Federal de Comunicaciones (FCC) el 24 de enero de 2022, a vísperas de la creación de la nueva compañía. El 31 de enero de 2022, se anunció la creación de TelevisaUnivision, a través de un comunicado de prensa y la introducción de varios spots en televisión y redes sociales oficiales.

## Equipo administrativo
TelevisaUnivisión esta comandando por los siguientes ejecutivos:

### Junta directiva
- Daniel Alegre - CEO de TelevisaUnivision (accionista de Grupo Televisa).
- Alfonso de Angoitia - Presidente ejecutivo y Co-CEO de TelevisaUnivision en México (accionista de Grupo Televisa).
- Marcelo Claure - Vicepresidente ejecutivo.
- Emilio Azcárraga Jean - Miembro de la junta directiva (accionista de Grupo Televisa).
- Bernardo Gómez - Co-CEO de TelevisaUnivision en México (accionista de Grupo Televisa).
- Michel Combes - Miembro de la junta directiva (accionista de SoftBank Latin American Fund).
- Gisel Ruiz - Miembro de la junta directiva (accionista de Cracker Barrel Old Country Store, Inc. y Vital Farms, Inc.).
- Óscar Muñóz - Miembro de la junta directiva (accionista de United Airlines Holdings).
- María Cristina «MC» González Noguera - Miembro de la junta directiva (accionista de The Estée Lauder Companies).
- Eric Zinterhofer - Miembro de la junta directiva (accionista de Searchlight Capital).
- Jeff Sine - Miembro de la junta directiva (accionista de The Raine Group).

### Generales
- Pierluigi Gazzolo - Presidente y director de transformación.
- Max Arteaga - V.P. de operaciones globales de transmisiones.
- Carlos Ferrero - E.V.P. y director financiero.
- Pilar Ramos - E.V.P., consejera general y secretaria corporativa.
- Olek Loewenstein - Presidente de TUDN.
- Michael Schwimmer - Presidente de plataforma global de estrategia e ingresos.
- Adam Shippe - E.V.P de desarrollo corporativo, estrategia y transformación.
- José Tomás - Director de administración.
- Rodrigo de Pedro Barreto - Director general de Videocine.

### En México
- José Luis Fabila - V.P. de programación de cadenas, mercadeo e investigación.
- Guillermo de la Mora - Director general de relaciones gubernamentales en México.
- Jorge Eduardo Murguía - V.P. de producción de entretenimiento y ficción.
- Juan Pablo Newman - V.P. oficial de crecimiento.

### En Estados Unidos (Univision Communications)
- Diana Kniowsky - Presidenta de Local Media.
- Luis Silberwasser - Presidente del grupo de cadenas.
- Donna Speciale - Presidenta de ventas publicitarias y mercadeo.

## Marcas y propiedades
El portafolio de marcas y propiedades de TelevisaUnivision consiste en canales de televisión abierta y restringida, servicios de video en demanda (VOD), portales y sitios web, aplicaciones móviles, productoras y distribuidoras audiovisuales, así como 57 estaciones de radio en los mercados con mayor conentración de hispanos en los Estados Unidos, entre otros.

### Televisión abierta
TelevisaUnivision ofrece programación a 253 estaciones de televisión asociadas en todo México —54.8% del total de estaciones comerciales— a través de cuatro canales principales y varios canales locales —Televisa Regional—
En los Estados Unidos cuenta con dos canales transmitidos a través de 59 estaciones de televisión propias y otras afiliadas locales, operadas por la filial, Univision Communications, Inc.
| Canal         | Inicio de transmisiones                       | Área de transmisión | Tipo de programación                                                                                             |
| ------------- | --------------------------------------------- | ------------------- | --- |
| Las Estrellas | 21 de marzo de 1951 (como XEW-TV Canal 2)     | México              | Programación general, espectáculos, deportes, telenovelas, series de televisión y noticias.                      |
| Canal 5       | 10 de mayo de 1952 (como XHGC-TV Canal 5)     | México              | Programación infantil, deportes, series de televisión y películas estadounidenses.                               |
| Nueve         | 19 de noviembre de 1990 (como XEQ-TV Canal 9) | México              | Retransmisión de telenovelas y series de comedia, telenovelas estadounidenses, deportes y películas mexicanas.   |
| N+ Foro       | 15 de febrero de 2010                         | México              | Noticias, documentales y debates de opinión.                                                                     |
| Univision     | 29 de septiembre de 1962 (como SIN)           | Estados Unidos      | Programación general, espectáculos, deportes, telenovelas, series de televisión y noticias.                      |
| UniMás        | 14 de enero de 2002 (como Telefutura)         | Estados Unidos      | Programación juvenil, retransmisión de telenovelas y series de televisión, deportes y películas estadounidenses. |

### Televisión de paga
TelevisaUnivision opera una subdivisión enfocada en la distribución de canales de televisión de paga, principalmente de Televisa Networks —anteriormente conocida como Visat—, que desde 2019, es incorporada como subdivisión de Televisa Internacional, desde que Fernando Muñiz tomo control de ambas divisiones. A los canales de Televisa Networks, se le suman 9 canales de Univision Television Group.
| Canal                       | Inicio de transmisiones  | Área de transmisión                   | Tipo de programación                                                                                          |
| --------------------------- | ------------------------ | ------------------------------------- | --- |
| Adrenalina Sports Network   | 1 de septiembre de 2013  | Latinoamérica                         | Deportes de combate y artes marciales mixtas.                                                                 |
| Bandamax                    | 1 de diciembre de 1996   | Estados Unidos Latinoamérica          | Videos musicales, noticias y entrevistas sobre la música regional mexicana.                                   |
| BitMe                       | 15 de julio de 2019      | Latinoamérica                         | Programación de carácter gamer, cultura geek y anime.                                                         |
| De Película                 | 22 de enero de 1990      | Mundial                               | Películas de la época de oro y nuevo cine mexicano.                                                           |
| De Película Clásico         | 1994                     | Estados Unidos                        | Películas de la época de oro del cine mexicano.                                                               |
| Distrito Comedia            | 1 de octubre de 2012     | Latinoamérica Europa                  | Sitcoms y programas de comedia mexicanas.                                                                     |
| Galavisión                  | 1 de abril de 1979       | Estados Unidos                        | Retransmisión de telenovelas y series de comedia, deportes y noticias.                                        |
| Golden                      | 1 de agosto de 1991      | Latinoamérica                         | Películas estadounidenses y mexicanas, eventos especiales, series de televisión mexicanas y latinoaméricanas. |
| Golden Edge                 | 2003                     | Latinoamérica                         | Películas estadounidenses y mexicanas, eventos especiales, series de televisión mexicanas y latinoaméricanas. |
| Golden Plus                 | 2017                     | Latinoamérica                         | Películas estadounidenses y mexicanas, eventos especiales, series de televisión mexicanas y latinoaméricanas. |
| Golden Premier              | 2014                     | Latinoamérica                         | Estrenos exclusivos de películas mexicanas e internacionales y series de televisión.                          |
| Las Estrellas Internacional | 5 de diciembre de 1988   | Latinoamérica (excepto México) Europa | Programación general, espectáculos, telenovelas y series de televisión.                                       |
| TLN Network                 | 23 de noviembre de 2009  | Angola Brasil Mozambique Portugal     | Emisión de telenovelas mexicanas dobladas al portugués.                                                       |
| Tlnovelas                   | 15 de septiembre de 1997 | Latinoamérica Europa                  | Emisión de telenovelas y series dramáticas, especiales.                                                       |
| Telehit                     | 27 de agosto de 1993     | Estados Unidos Latinoamérica          | Videos musicales y programas de humor para el público joven.                                                  |
| Telehit Música              | 30 de abril de 1994      | Estados Unidos Latinoamérica          | Videos musicales géneros urbanos y ritmos latinoamericanos.                                                   |
| TUDN                        | 20 de julio de 2019      | Estados Unidos México Centroamérica   | Deportes. |
| Unicable                    | 1993                     | México                                | Programas para el público femenino, telenovelas y series de televisión.                                       |
| Univision Latinoamérica     | 30 de marzo de 2020      | Latinoamérica (excepto México)        | Programación general, espectáculos, noticias, telenovelas y series de televisión.                             |
| Univision Tlnovelas         | 1 de marzo de 2012       | Estados Unidos                        | Emisión de telenovelas y series dramáticas, especiales.                                                       |

### Radio
- Uforia Audio Network: Es la división de radio y eventos musicales de TelevisaUnivision. Cuenta con 58 estaciones locales de radio en los Estados Unidos.[19]

### Servicios de video en demanda (VOD)
| Plataforma    | Fecha de lanzamiento                     | Área de operación |
| ------------- | ---------------------------------------- | ----------------- |
| Blim TV       | 22 de febrero de 2016                    | Latinoamérica     |
| Univision Now | 18 de noviembre de 2015                  | Estados Unidos    |
| PrendeTV      | 30 de marzo de 2021                      | Estados Unidos    |
| Vix           | 1999 31 de marzo de 2022 (relanzamiento) | Mundial           |

### Marcas digitales
- Univision.com y UnivisionApp: Sitio web y aplicación oficial de Univision.
- Uforia Música app: Aplicación oficial de Uforia.
- TUDN app: Aplicación oficial de TUDN.
- Noticias Univision app: Aplicación oficial del área de noticieros de Univision.
- La Fábrica UCI: Productora de contenido digital de Univision.
- Las Estrellas.tv y Las Estrellas app: Sitio web y aplicación oficial de Las Estrellas.

### Marcas de consumo, productos y otros servicios
- Univision Contigo.
- Univision Farmacia
- Tarjeta de debito prepagada Univision Mastercard.
- Simplemente delicioso
- Se habla USA
- Despierta América
- Nuestra Belleza Latina

### Productoras audiovisuales y distribuidoras de contenido
- Videocine: Empresa dedicada a la producción y distribución de películas realizadas en México, fundada el 12 de mayo de 1971 y el 24 de enero de 1978 se creó bajo el nombre de Televicine, con la realización de la cinta El Chanfle, de Roberto Gómez Bolaños.[24] En 1999, Televicine y Videocine se fusionan en una sola empresa para la producción y distribución de largometrajes.[24] Rodrigo de Pedro Barreto se encarga de la productora.
- Televisa Studios: Empresa dediciada a la producción y realización en México de formatos de televisión guionizados —como telenovelas, series de televisión y comedias de situación— y no guionizados —programas de revista, realities shows, etc.—. Patricio Wills lidera el estudio y su sede es en Televisa San Ángel.[25][26]

- W Studios: Empresa productora fundada el 26 de febrero de 2016, como una joint venture entre TelevisaUnivision y productor colombiano Patricio Wills, quien es también directivo de la programadora y ex-productora colombiana RTI Televisión, la cual es su sucesora como productora.[27][28] Actualmente, el productor Carlos Bardasano está a cargo de la productora desde 2018.[29][30]
- Televisa Internacional: División de TelevisaUnivision dedicada a la venta, adquisición y distribución de contenidos —formatos de televisión guionizados y no guionizados— y canales de televisión por suscripción —de la marca Televisa Networks—, así como de la operación y administración de la videoteca Protele. Desde el 2019, Fernando Muñiz lleva el control de Televisa Internacional, tras la fusión de esta última con Televisa Networks.[17][18]